# Адміністративний устрій Богодухівського району
Адміністративний устрій Богодухівського району — адміністративно-територіальний поділ Богодухівського району Харківської області на 1 міську, 2 селищні та 20 сільських рад, які об'єднують 78 населених пунктів та підпорядковані Богодухівській районній раді. Адміністративний центр — місто Богодухів.

## Список радБогодухівського району
| №  | Назва                              | Центр                | Населені пункти                                                                                                   | Площа км² | Місце за площею | Населення (2001), чол. | Місце за населенням |
| -- | ---------------------------------- | -------------------- | --- | --------- | --------------- | ---------------------- | ------------------- |
| 1  | Богодухівська міська рада          | м. Богодухів         | м. Богодухів c. Москаленки c. Мусійки c. Паляничники c. Семенів Яр                                                | 83,52     | 2               | 19572                  | 1                   |
| 2  | Гутянська селищна рада             | смт Гути             | смт Гути c. Первухинка c. Першотравневе                                                                           | 62,82     | 6               | 3052                   | 2                   |
| 3  | Шарівська селищна рада             | смт Шарівка          | смт Шарівка c. Мар'їне c-ще Першотравневе                                                                         | 87,19     | 1               | 2425                   | 3                   |
| 4  | Вінницько-Іванівська сільська рада | c. Вінницькі Івани   | c. Вінницькі Івани c. Дегтярі c. Коротке                                                                          | 51,93     | 11              | 546                    | 20                  |
| 5  | Губарівська сільська рада          | c. Губарівка         | c. Губарівка | 38,73     | 18              | 1456                   | 9                   |
| 6  | Дмитрівська сільська рада          | c. Дмитрівка         | c. Дмитрівка c. Бабаки c. Горбанівка c. Матвіївка c. Новософіївка c. Новоукраїнка c. Щербаки                      | 55,65     | 7               | 1144                   | 12                  |
| 7  | Забродівська сільська рада         | c. Заброди           | c. Заброди c. Воскобійники c. Лозова c. Новоселівка c. Філатове                                                   | 40,59     | 16              | 1377                   | 10                  |
| 8  | Зарябинська сільська рада          | c. Зарябинка         | c. Зарябинка c. Леськівка                                                                                         | 39,86     | 17              | 637                    | 18                  |
| 9  | Івано-Шийчинська сільська рада     | c. Івано-Шийчине     | c. Івано-Шийчине c. Братениця c. Тимофіївка                                                                       | 71,96     | 5               | 1523                   | 8                   |
| 10 | Кленівська сільська рада           | c. Кленове           | c. Кленове c-ще Мала Іванівка c. Мерло c. Пісочин c-ще Таверівка c. Шигимагине                                    | 53,25     | 10              | 1838                   | 6                   |
| 11 | Крисинська сільська рада           | c. Крисине           | c. Крисине c. Бабенки c. Кадниця c-ще Максимівка c. Новоселівка                                                   | 54,17     | 9               | 2370                   | 4                   |
| 12 | Куп'єваська сільська рада          | c. Куп'єваха         | c. Куп'єваха | 22,3      | 22              | 391                    | 23                  |
| 13 | Олександрівська сільська рада      | c. Олександрівка     | c. Олександрівка                                                                                                  | 23,9      | 20              | 540                    | 21                  |
| 14 | Павлівська сільська рада           | c. Павлівка          | c. Павлівка c. Кручик c. Миролюбівка                                                                              | 55,01     | 8               | 2042                   | 5                   |
| 15 | Петропавлівська сільська рада      | c. Петропавлівка     | c. Петропавлівка c-ще Балабанівка c. Яблучне                                                                      | 48,28     | 15              | 728                    | 16                  |
| 16 | Полково-Микитівська сільська рада  | c. Полкова Микитівка | c. Полкова Микитівка                                                                                              | 50,37     | 14              | 1095                   | 13                  |
| 17 | Сазоно-Баланівська сільська рада   | c. Сазоно-Баланівка  | c. Сазоно-Баланівка c. Вертіївка c-ще Горького c. Крупчине c. Ріпки                                               | 51,27     | 12              | 1312                   | 11                  |
| 18 | Сіннянська сільська рада           | c. Сінне             | c. Сінне c. Шийчине c. Шуби                                                                                       | 80,89     | 4               | 1009                   | 14                  |
| 19 | Степнянська сільська рада          | c-ще Степне          | c-ще Степне c. Гарбузи                                                                                            | 22,4      | 21              | 574                    | 19                  |
| 20 | Сухининська сільська рада          | c. Сухини            | c. Сухини c-ще Гавриші c. Кияни c. Павлове c. Скосогорівка                                                        | 51,05     | 13              | 940                    | 15                  |
| 21 | Улянівська сільська рада           | c-ще Улянівка        | c-ще Улянівка c. Воскресенівка c. Дев'ятибратове c. Іванівка c. Корбині Івани c-ще Зарічне c. Мар'їне c. Шкарлати | 82,83     | 3               | 1832                   | 7                   |
| 22 | Хрущово-Микитівська сільська рада  | c. Хрущова Микитівка | c. Хрущова Микитівка                                                                                              | 33,95     | 19              | 683                    | 17                  |
| 23 | Вікторівська сільська рада         | c-ще Вікторівка      | c-ще Вікторівка c. Байрак                                                                                         | 20,71     | 23              | 474                    | 22                  |

* Примітки: м. — місто, с-ще — селище, смт — селище міського типу, с. — село